# Umerkot
Umerkot (en ourdou : عُمركوٹ, en sindhi : عمرڪوٽ), anciennement Amarkote (en sindhi : امرڪوٽ), est une ville du district d'Umerkot dans la province du Sind au Pakistan, à 120 kilomètres à l'est d'Hyderâbâd. C'est la ville natale de l'empereur moghol Akbar, qui y naît en 1542, alors que la famille impériale moghole y trouve asile, accueillie par le rana Parshad Sodha, après avoir été chassée de Dehli et de la plaine gangétique par un contexte politique défavorable.
La ville, initialement baptisée du nom d'Amar Singh Sodha, est le fief de la dynastie râjpoute hindoue des Sodhas, qui conquière la région au XIIe siècle.
La population de la ville a été multipliée par près de seize entre 1972 et 2017, passant de 8 381 habitants à 134 052. Entre 1998 et 2017, la croissance annuelle moyenne s'affiche à 7,2 %, très supérieure à la moyenne nationale de 2,4 % et l'une des plus fortes du pays. En 2023, la population de la ville monte à 144 558 habitants.
|            | 1972 (rec.) | 1981 (rec.) | 1998 (rec.) | 2017 (rec.) | 2023 (rec.) |
| ---------- | ----------- | ----------- | ----------- | ----------- | ----------- |
| Population | 8 381       | 13 742      | 35 559      | 134 052     | 144 558     |